# Mycetoma deinekini
Mycetoma deinekini là một loài bọ cánh cứng trong họ Tetratomidae. Loài này được Roubal miêu tả khoa học đầu tiên năm 1912.